# Púchov
Púchov är en stad i distriktet Púchov i regionen  Trenčín i nordvästra Slovakien. Staden ligger vid floden Waag.

## Geografi
Staden ligger på 265 meters höjd och har en area på 41,5 km². Den har ungefär
17 800 invånare (2017).

## Vänorter
- Babrujsk, Vitryssland
- Bila Tserkva, Ukraina
- Hlinsko, Tjeckien
- Omsk, Ryssland
- Stara Pazova, Serbien